# Церковь Святой Троицы (Засвирь)
Церковь Святой Троицы (бел. Касцёл Святой Троіцы) — католический храм в деревне Засвирь, Минская область, Белоруссия. Относится к Мядельскому деканату Минско-Могилёвского архидиоцеза. Памятник архитектуры в стиле барокко (сарматского барокко). Храм включён в Государственный список историко-культурных ценностей Республики Беларусь (код 612Г000430).

## Речь Посполитая

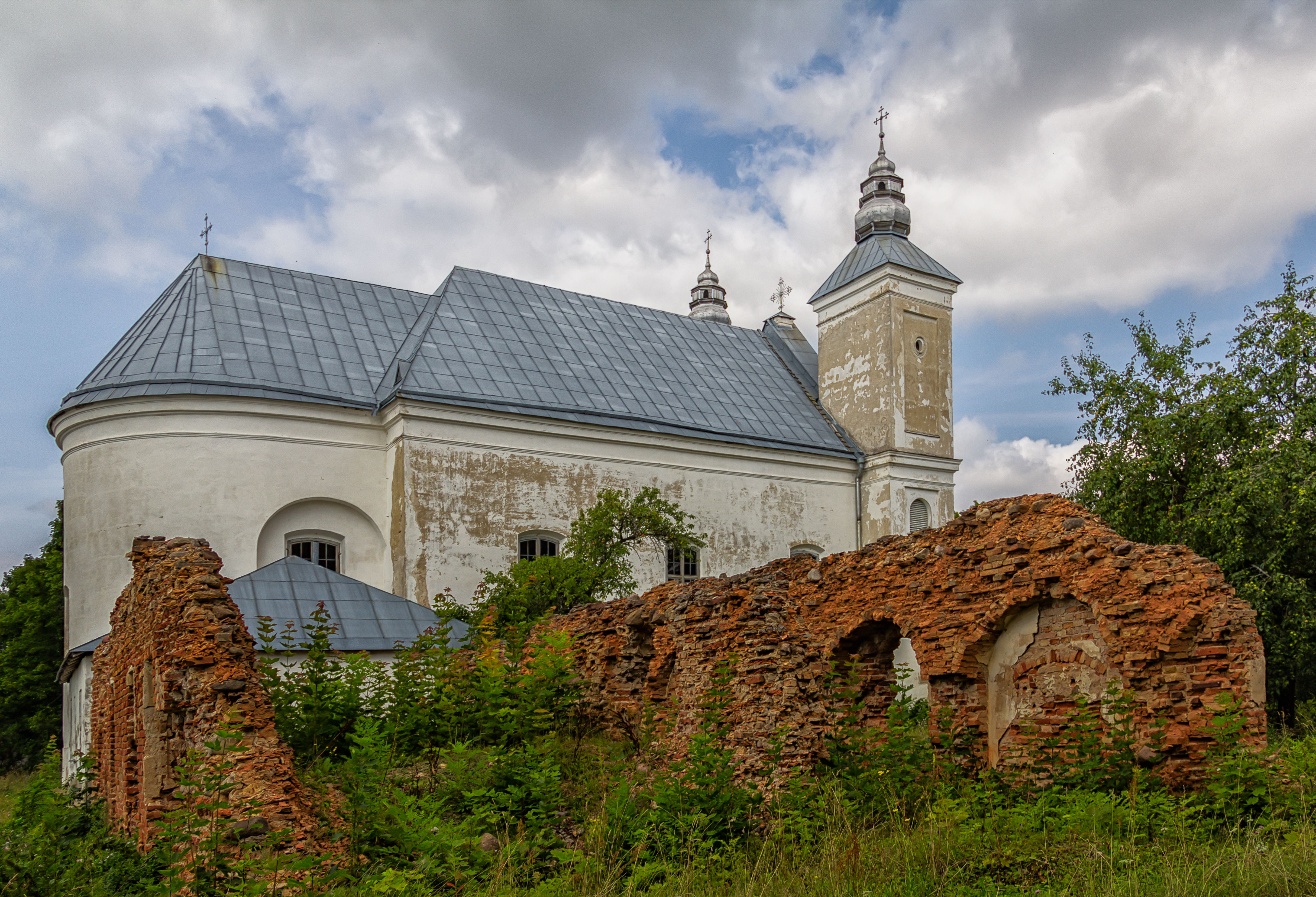
Вид на храм сбоку и руины бывшего кармелитского монастыря

В 1697 году в Засвири был основан монастырь кармелитов на средства ошмянского маршалка Кшиштофа Зеновича. Первоначально монастырский комплекс был деревянным кармелитам давней регулы[что?]
В 1713—1714 годах Криштоф Зенович и Ядвига Зенович из Швыковских выстроили каменный костел Святой Троицы и подарили ему два имения: в Засвири и Помошье. В длину костел достигал 15 сажень, в ширину — 7 сажень и 2 аршина.
С постройкой костела связана местная легенда про засвирскую мумию.
Кармелитский монастырь в Засвири был одним из самых крупных кармелитских монастырей в ВКЛ, численность братии доходила до 20 монахов.

## Российская империя
После подавления польского восстания 1863 года католический костёл в селе Засвирь был закрыт, а здание передано православной церкви.
В 1871 году прихожанами Засвирской Свято-Троицкой церкви пожертвовано 45 рублей на семисвечник.
2 февраля 1875 года по резолюции Его Высокопреосвященства был перемещен согласно прошению и.д. псаломщика Засвирской церкви Свенцянского уезда Федор Недельский на вакантное место к Русскосельской церкви того же уезда.
28 февраля 1875 года резолюцией Его Преосвященства Евгения, епископа Ковенского, перемещен по прошению к Засвирской церкви и.д. псаломщика Светлянской церкви Свенцянского уезда Викентий Давидович.
В 1876 году объединённый приход Троицкой церкви в м. Засвире и в м. Желядзе из костела по штату насчитывал 1 настоятеля, 1 помощника и 2 псаломщиков. Приход включал в себя следующие населенные пункты: деревни Ивановка, Старлыги, Гуски, Хмылки, Богацки, Неверовичи, Сырмеж, Носовичи, Карабялы, Яневичи, Поляны, Помошье, Желяды, Шеметово, Будряны, Лущики, Конценяхи, Селятки, Константиново и местечко Свирь.
24 июля 1876 года вакантное место помощника настоятеля при Засвирской церкви было предоставлено учителю Ковенского приходского училища Петру Исполатову.
21 ноября 1876 года учитель Ковенского приходского училища был рукоположен во священника-помощника настоятеля в Засвирской церкви.
В 1877 году был награждён камилавкой священник села Засвирь Свенцянского уезда Лев Сченснович.
Согласно статистическим сведениям «Литовских епархиальных ведомостей» от 17 сентября 1878 года, Засвирская церковь насчитывала 561 число душ обоего пола.
В 1878 году помощник настоятеля Засвирской церкви Свенцянского уезда был перемещен, согласно прошению, в Тверскую епархию на священническое место к церкви погоста Бора.
25 мая 1879 года согласно прошению к Засвирской церкви был перемещен и.д. псаломщика Спягельской церкви Свенцянского уезда Антон Сущинский.
29 октября 1879 года по Свенцянскому благочинию были утверждены следующие лица: 1) благочинным — настоятель Русскосельской церкви Иоанн Филиппович; 2) помощником благочинного — настоятель Засвирской церкви Лев Сченснович; 3) членом благочинного совета — настоятель Сосновской церкви Матвей Клопский; 4) депутатом следственных дел — настоятель Светлянской церкви Павел Виноградов.

В 1893 Н. Извеков в книге «Статистическое описание православных приходов Литовской епархии» описывает православный приход в Старом Мяделе следующим образом:
«Засвирский. — Церковь утварью „пока достоточна“. Земли 101 десятина. из коих усадебной 8 десятин, пахатной 45 десятин, сенокосной 12 десятин, под зарослями 4 десятины. Псаломщику дополнительного жалованья 23 рубля 52 копейки. Причтовые помещения имеются. Дворов 67. Прихожан мужского пола 400 и женского 398».
9 апреля 1896 года на свободное место священника при Старо-Мядельской церкви Вилейского уезда был перемещен, согласно прошению, священник Засвирской церкви Свенцянского уезда Николай Кустов.
10 июня 1896 года свободное место священника при Засвирской церкви Свенцянского уезда было предоставлено окончившему курс семинарии псаломщику Гудевичской церкви Волковысского уезда Владимиру Кавецкому.
4 августа 1896 года был рукоположен во священника к Засвирской церкви Свенцянского уезда Владимир Кавецкий.
«Литовские епархиальные ведомости» от 17 ноября 1896 года напечатали следующее сообщение:
«От Литовского Епархиального Училищного Совета. — Имеются вакансии учителей: при Засвирской двухклассной церковно-приходской школе, Свенцянскорго уезда Виленской губернии — младшего учителя с жалованьем в триста рублей; требуется окончивший курс духовной семинарии».
«Литовские епархиальные ведомости» от 23 июля 1900 года напечатали объявление о приеме учеников в Засвирскую второклассную церковно-приходскую школу:
«Объявление. Совет Засвирской второклассной церковно-приходской школы с учительским при ней курсом покорнейше просит о.о. настоятелей церквей объявить, что прием учеников в названную школу будет производиться с 1 по 10 сентября. Для поступления в 1 класс требуется представить свидетельство об окончании курса начальных училищ и метрическую выпись о рождении и крещении. Во II класс будут приняты окончившие I кл. двухклассной школы, или выдержавшие соответствующее испытание по программе церковно-приходских школ; окончившие же курс II кл. двухклассной школы будут приняты во II кл. без предварительных испытаний. В школу принимаются дети только православного вероисповедания. Ученики, поступившие в школу, пользуются готовым помещением, отоплением и освещением, но на содержание свое должны внести в течение года деньгами (или натурой) 17 руб. Желающие поступить в школу должны не позже 1 сентября прислать на имя совета школы прошение».
12 марта 1902 года священник Засвирской церкви Свенцянского уезда Владимир Концевич был назначен на место второго священника при Глубокской церкви Дисненского уезда.
30 марта 1902 года на вакантное священническое место в м. Засвири Свенцянского уезда перемещен, согласно прошению, священник Поречской церкви Дисненского уезда Александр Вераксин.
В 1915 году священником Засвирской церкви был Николай Савицкий.
В годы Первой мировой войны во время Свенцянского прорыва местечко Засвирь было занято немецкими кавалеристами. Спокойная жизнь православной общины в Засвири была нарушена. В здании бывшего монастыря разместился немецкий госпиталь. Возле церкви хоронили немецких солдат.

## Польская Республика
Первая мировая война почти сразу сменилась Советско-польской войной 1919—1920 гг. В результате боевых действий местечко Засвирь вошло в состав Срединной Литвы, а затем Польской Республики. По воспоминаниям Бернарда Стаповича, родного брата католического священника Казимира Свояка, в здании монастыря был организован детский приют. Здание церкви было возвращено католикам.
В 1939 году был создан план монастыря в Засвире Свирской гмины Свенцянского повета.
В Национальном историческом архиве Беларуси хранятся метрические книги Засвирского костела о рождении за 1924—1944 гг., о браке за 1924—1941 гг., о смерти за 1924—1942 гг., и о рождении, браке и смерти за 1925—1938 гг.

## БССР
После Второй мировой войны в бывших зданиях монастыря разместилась школа и общежитие, а храм был закрыт. Постепенно весь комплекс оказался заброшен и постепенно разрушался. В 1990 году власти вернули здание храма Католической церкви, после чего была проведена его реставрация. От бывших зданий монастыря сохранились лишь фрагменты руин.

## Архитектура
Троицкий храм — однонефное строение с двухбашенным главным фасадом и полукруглой алтарной апсидой, накрытый высокой двускатной крышей (над апсидой крыша понижена и переходит в конусообразную). К центру главного фасада примыкает небольшая полукруглая пристройка, имеющая черты оборонительного сооружения. Декоративная отделка сконцентрирована на главном фасаде: плоские прямоугольные и полуциркульные ниши, треугольный аттиковый фронтон и фигурные завершения башен. Оконные проемы с лучковыми завершениями. Неф перекрыт деревянным сводом.

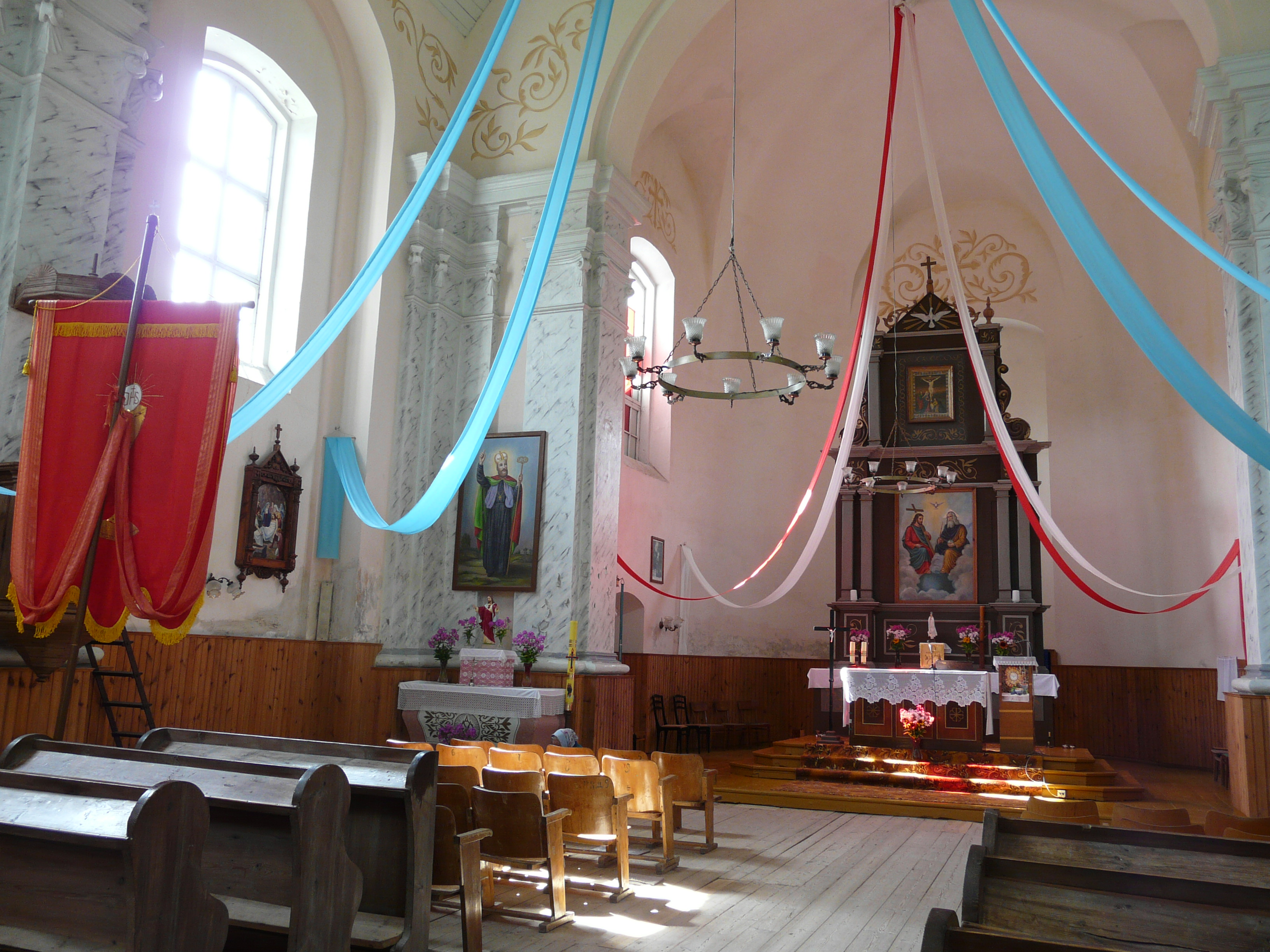
Интерьер

Исторический интерьер не сохранился. Современный интерьер храма создан при его реставрации в 90-е годы XX века.